# Góry Wschodniosachalińskie
Góry Wschodniosachalińskie (ros. Восточно-Сахалинские горы, Wostoczno-Sachalinskije gory; także: Восточный хребет, Wostocznyj chriebiet) – góry w azjatyckiej części Rosji, we wschodniej części Sachalinu. Rozciągają się na długości ok. 280 km i szerokości do 85 km. Najwyższy szczyt, Góra Łopatina, osiąga 1609 m n.p.m. i jest to najwyższe wzniesienie Sachalinu. Góry składają się z kilku mniejszych pasm (Nabilskij chriebiet, Centralnyj chriebiet) i są silnie rozczłonkowane przez doliny. Zbudowane ze skał metamorficznych oraz paleozoicznych i mezozoicznych skał wulkanicznych. Obszar aktywny sejsmicznie. Dominuje tajga świerkowo-jodłowa. Wschodnie stoki porośnięte są tajgą świerkową i modrzewiową. W wyższych partiach występują brzozy Ermana, zarośla sosny karłowej oraz tundra górska.
W południowej części gór znajduje się Rezerwat przyrody „Poronajskij”.